# The Galaxy Being
„The Galaxy Being” (cu sensul de: „Ființa Galaxiei” sau „Creatura din galaxie”) este primul episod al serialul american de televiziune La Limita Imposibilului, difuzat inițial la 16 septembrie 1963. În episod, Allan Maxwell, inginer la un mic post de radio, ia cumva contact cu o creatură extraterestră pașnică – „Ființa Galaxiei” – care este apoi transportată accidental pe Pământ. Extraterestrul ucide din neatenție mai mulți oameni cu radiațiile sale naturale și este întâmpinată cu violență de oamenii de pe Pământ.
Povestea în sine a dramatizat acoperirea în mass-media populară a vremii a speculațiilor cu privire la dacă alte planete ar putea fi contactate prin radio, în special o referință la Proiectul Ozma de atunci de detectare a semnalelor radio produse de inteligența extraterestră (SETI).

## Prezentare

### Introducere
Narațiunea acum faimoasă de deschidere a acestui episod și a celor viitoare, care începe cu „Nu este nimic în neregulă cu televizorul tău” din „Vocea de control” a fost interpretată de actorul veteran de radio, cinema și televiziune, Vic Perrin. „Vocea de control” a interpretat și o narațiune de deschidere și una de închidere.

### Rezumat
Puterea semnalului de ieșire al postului de radio provincial KXKVA (Los Feliz) scade brusc. Angajatul postului, inginerul radio Alan Maxwell, care și-a dedicat viața studierii zgomotului radio din domeniul undelor scurte în căutarea semnalelor necunoscute, a direcționat jumătate din puterea postului de radio către stabilirea comunicării cu alte stele. Reușește – pe ecranul de televiziune tridimensional creat de Maxwell, apare o imagine a unui extraterestru, un radioamator la fel de pasionat din alt sistem stelar. Cu ajutorul unui computer, ei încep un dialog din care devine clar că pentru extraterestru, comunicarea cu Pământul este ilegală - pe planeta lui, este interzis să contacteze lumi precum Pământul din cauza pericolului lor.
Între timp, Alan trebuie să oprească pentru scurt timp sesiunea de comunicare cu ființa din galaxie - trebuie să meargă la o petrecere organizată în onoarea familiei sale. În timp ce se află la petrecere, fratele său, pentru a se lăuda în fața iubitei, crește nivelul semnalului radio. Iar extraterestru trece granița receptorului de televiziune tridimensional și iese din clădirea postului de radio, înspăimântând trecătorii. Poliția începe o vânătoare a creaturii misterioase (care are viață bazată pe nitrogen).
Însă extraterestrul le dovedește pământenilor că nu le vrea răul, o salvează pe soția lui Alan de o rană mortală și spune că în curând va înceta să mai existe, deoarece a încălcat grav legea. Ultimele sale cuvinte sunt: „Sfârșitul transmisiunii”.

### Concluzie
Planeta Pământ este ca un fir de praf în spațiu, îndepărtată și singură. Dar forțele Universului sunt misterioase și pătrunzătoare. Frica nu ne va salva, mânia nu ne va ajuta. Trebuie să vedem străinul într-o nouă lumină, într-o nouă înțelegere. Și trebuie să reușim acest lucru începând prin a ne înțelege pe noi înșine și unii pe alții.
Vă returnăm acum controlul televizorului dvs., până săptămâna viitoare, la aceeași oră...

## Distribuție
- Cliff Robertson – Allan Maxwell
- Jacqueline Scott – Carol Maxwell
- Lee Philips – Gene "Buddy" Maxwell
- William O. Douglas Jr (menționat) și Charles McQuarry (nemenționat) – Ființa Galaxiei
- Leslie Stevens (nemenționat) – vocea Ființei Galaxiei
- Burt Metcalfe – Eddie Phillips
- Allyson Ames – Loreen
- James Frawley – Polițist
- Bill Catching –  Maior Gărzii Naționale
- Allan Pinson –  Polițist
- Roy Sickner – Collins, îngrijitorul

## Producție
Filmările au durat nouă zile pentru a fi finalizate, la postul de radio KCBH (acum KYSR) din Coldwater Canyon, MGM Backlot #4 Andy Hardy Street și Soundstage #3 la KTTV Channel 11. Bugetul pentru producție a fost de 213000 dolari americani.